# فالس
فالس (به لاتین: Vaals) یک شهرستان در کشور هلند است که در استان لیمبورخ واقع شده‌است. فالس ۲۰۰ متر بالاتر از سطح دریا واقع شده‌است.